# ITCP-USP
A Incubadora Tecnológica de Cooperativas Populares da Universidade de São Paulo (conhecida pela sigla ITCP-USP) é um programa de extensão ligado à Pró-Reitoria de Cultura e Extensão da Universidade de São Paulo que fomenta ações de Economia Solidária, especificamente a incubação de Empreendimentos Econômicos Solidários.

## História
Durante o ano de 1997, o economista Paul Singer foi convidado pelo Centro Acadêmico Visconde de Cairu, dos estudantes da Faculdade de Economia, Administração e Contabilidade, a coordenar um grupo de estudos sobre economia solidária que se encontrou ao longo de um ano. Depois de algum tempo, estudantes de outras unidades da USP passaram a participar do grupo, pelo crescente interesse em economia solidária. Então, pela iniciativa da Coordenadoria Executiva de Cooperação Universitária e de Atividades Especiais (CECAE), no ano de 1998, a USP criou sua incubadora e convidou o professor Paul Singer para ser seu coordenador acadêmico.

## Atuação
Hoje a ITCP-USP atua na incubação de Empreendimentos Econômicos Solidários e outras ações de fomento à Economia Solidária nas zonas Sul e Oeste de São Paulo.